# Kristian Svensson
Kristian Erik Svensson (* 10. Mai 1981 in Skövde) ist ein ehemaliger schwedischer Handballspieler. Svensson, der zuletzt für den schwedischen Club IFK Skövde HK (Rückennummer 11) spielte und für die schwedische Männer-Handballnationalmannschaft auflief, wurde meist im rechten Rückraum eingesetzt. Mittlerweile ist er als Handballtrainer tätig.
Kristian Svensson debütierte für den IFK Skövde HK in der ersten schwedischen Liga. 2004 gewann er mit seinem Verein den EHF Challenge Cup, 2005 zog er mit seinem Verein ins Finale der schwedischen Meisterschaft ein, wo allerdings dem IK Sävehof unterlag. Im selben Jahr ging Svensson nach Dänemark zum FCK Håndbold. Mit dem Hauptstadtclub gewann er in der Saison 2006/07 die dänische Meisterschaftsrunde, schied aber im Halbfinale der Play-offs aus. Ein Jahr später gewann er schließlich mit dem FCK die dänische Meisterschaft. Im Sommer 2008 wechselte Svensson zu AaB Håndbold, mit dem er 2010 ebenfalls die Meisterschaft gewann. Anschließend wechselte er zum TuS N-Lübbecke. Zum Ende der Saison 2013 wurde sein bis 2014 laufender Vertrag vorzeitig aufgelöst und Svensson wechselte zur Saison 2013/14 zurück nach Schweden zu IFK Skövde HK. Nach der Saison 2020/21 beendete Svensson seine Karriere und übernahm das Co-Traineramt bei IFK Skövde HK. Aufgrund mehrerer Verletzungen im Kader von IFK Skövde HK gab er jedoch kurz darauf wieder sein Comeback als Spieler. Im Dezember 2022 beendete er endgültig seine Karriere als Spieler. Zur Saison 2023/24 wurde Svensson zum Trainer von IFK Skövde HK ernannt.
Kristian Svensson bestritt 57 Länderspiele für die schwedische Nationalmannschaft. Für die Handball-Weltmeisterschaft der Männer 2007 in Deutschland konnte er sich mit Schweden nicht qualifizieren; bei der Handball-Europameisterschaft 2008 in Norwegen gehörte er nur zum erweiterten Aufgebot seines Landes.